# П'єтроаса (Арджеш)
П'єтроаса (рум. Pietroasa) — село у повіті Арджеш в Румунії. Входить до складу комуни Валя-Маре-Правец.
Село розташоване на відстані 123 км на північний захід від Бухареста, 50 км на північ від Пітешть, 146 км на північний схід від Крайови, 57 км на південний захід від Брашова.

## Населення
За даними перепису населення 2002 року у селі проживали 304 особи, усі — румуни. Усі жителі села рідною мовою назвали румунську.